# Rhipsalis baccifera subsp. shaferi
A Rhipsalis baccifera subsp. shaferi egy elterjedt epifita kaktusz, a Rhipsalis baccifera faj Újvilágban elterjedt alfaja.

## Jellemzői
Kezdetben felálló, felegyenesedő vagy felfelé ívelő hajtású növény, habitusa idősebb korában lehajlóvá vagy csüngővé alakul. Hajtásszegmensei 4–5 mm átmérőjűek, zöldek, több-kevesebb bordó árnyalattal a végükön. A fiatal és az alsóbb ágak gyakran számos sörtét hordoznak az areoláikon. Felsőbb ágai mentesek a sörtéktől vagy egyetlen rövid sörtét hordoznak. Számos virága a szárszegmensek oldalsó areoláin fejlődnek, magánosak, ritkán párosak, kicsik, zöldesfehérek, 8–10 mm szélesek, 5-6 szirmuk fejlődik. Porzószálai zöldesek, bibéje fehér, 4 lobusban végződik. Termése kicsi, gömbölyded, 2–3 mm átmérőjű fehér vagy ritkán rózsaszínes bogyó. 2n= 22.

## Elterjedése
Paraguay, Dél-Bolívia, Észak-Argentína.